# Sekret Enigmy
Sekret Enigmy è film storico del 1979 diretto da Roman Wionczek, basato sull'omonimo libro di Stanisław Strumph-Wojtkiewicz.